# Opel Combo
Der Opel Combo ist die Bezeichnung verschiedener Nutzfahrzeuggenerationen der Marke Opel.
Die ersten beiden Generationen waren Kastenwagen-Varianten des Kadett E bzw. Corsa B. Die dritte Generation ist ein Hochdachkombi auf Basis des Opel Corsa C. Von Herbst 2011 bis Frühling 2018 wurde die vierte Generation angeboten, die wie der Opel Corsa D auf der von GM (Opel) und Fiat gemeinsam entwickelten Gamma-Plattform „SCCS“ basierte. Zusammen mit dem Schwestermodell Fiat Doblò II wurde der Combo beim Auftragsfertiger Tofaş gebaut.
Die fünfte Generation des Combo wurde zusammen mit PSA entwickelt und wird seit Sommer 2018 angeboten. Die Basis verwenden auch die Schwestermodelle Peugeot Rifter, Citroën Berlingo, Fiat Doblò und Toyota Proace City, die alle nahezu identisch sind.
In Australien und Neuseeland wird der Opel Combo als Holden Combo verkauft, in Großbritannien als Vauxhall Combo, in Chile als Chevrolet Combo.

## Kadett Combo (Combo A; 1986–1993)
Erstmals wurde die Modellbezeichnung Opel Combo bei einem Kastenwagen eingeführt, der auf dem Opel Kadett E basierte. Er wurde von Januar 1986 bis August 1993 gebaut und übertraf damit die Bauzeit seines Plattformgebers.
Statt der Verbundlenkerachse des Kadett war hinten eine Starrachse an Blattfedern eingebaut, die eine höhere Zuladung ermöglichte.

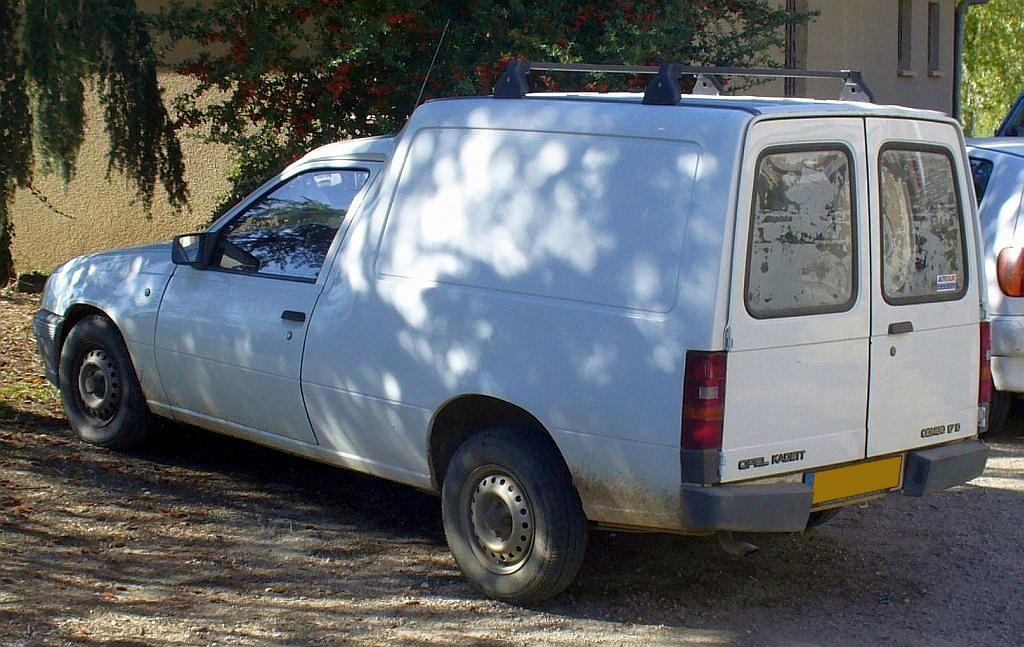
Heckansicht, 1986–1989

## Combo B (1993–2001)

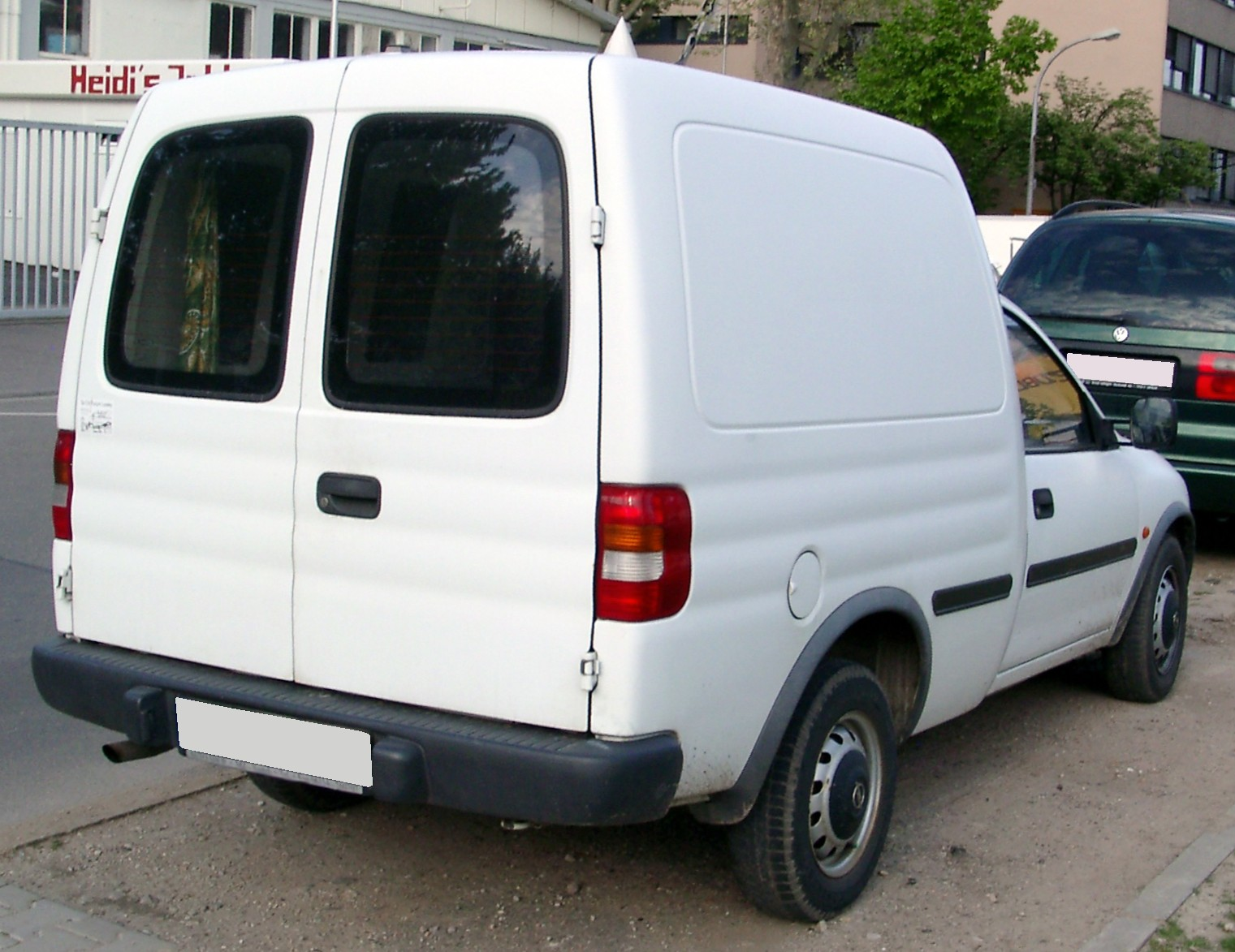
Heckansicht

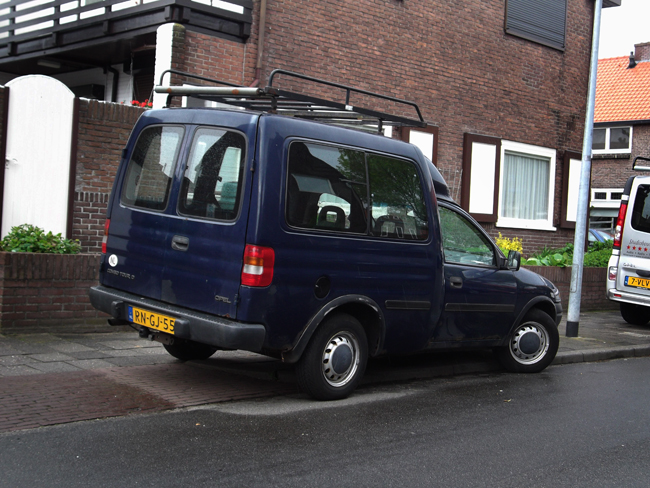
Opel Combo Tour

Im Oktober 1993 präsentierte Opel den Combo B, der auf dem zum Beginn desselben Jahres eingeführten Corsa B basiert. Wie das Vorgängermodell hat er nur zwei Sitzplätze in der nach hinten offenen Fahrerkabine. Außerdem besitzt er einen geschlossenen Kastenaufbau mit zwei Flügeltüren im Heck, die sich auf fast ganzer Breite und Höhe des Laderaumes öffnen lassen.
Im Sommer 1995 wurde zusätzlich der Combo Tour mit einer zweiten Sitzbank und Fenstern im hinteren Fahrzeugteil eingeführt.
Den Combo gab es mit einem Otto- und einem Dieselmotor. Der Ottomotor hatte einen Hubraum von 1389 cm³ und leistete 44 kW (60 PS). Sein zulässiges Gesamtgewicht lag bei 1620 kg, während sein Leergewicht 1130 kg betrug.
Im August 2001 wurde die Produktion eingestellt.

## Combo C (2001–2011)
Im Oktober 2001 kam der Combo C auf Basis des Corsa C auf den Markt. Neu in dieser Generation waren die beidseitig angeordneten seitlichen Schiebetüren. Als rundum verglaster Van für den Privatmarkt, der an der Chromstrebe am Grill zu erkennen war, trug er die Bezeichnung Combo Combi oder Combo Tour.
Der für den gewerblichen Gebrauch vorgesehene Hochdachkombi mit Teilverglasung wurde lediglich unter dem Namen Combo und der Kastenwagen unter der Bezeichnung Combo Kastenwagen vertrieben. Durch die Breite der Ladefläche zwischen den Radkästen von 1107 mm konnte der Combo C nur eine Europalette transportieren.
Der Vorderbau wurde einschließlich der Vorderachskonstruktion vom Corsa C übernommen, die hinten verbaute Verbundlenkerachse gleicht der aus Meriva A und Astra G bekannten Version.
Zusammen mit dem Corsa C erhielt der Combo im Sommer 2003 in der nicht-gewerblichen Version ein leichtes Facelift, u. a. wurde die Opel-typische Chromstrebe im Kühlergrill verbreitert und der vordere Stoßfänger neu gestaltet. Weiterhin kam mit dem Facelift die neue Infotainment Generation zur Verwendung.
Ab 2005 war das Sondermodell Tramp erhältlich, welches ab 2007 unter dem Namen Arizona verfügbar war. Serienmäßig wurden ein Unterfahrschutz sowie eine Höherlegung um 20 mm verbaut. Außerdem unterschied sich das Exterieur durch ein Dach in Hochglanzschwarz, Seitenschweller und veränderte Stoßfänger.
Ebenfalls ab 2005 war eine monovalente (als 'monovalent-plus' beworbene) Version mit Erdgas-Antrieb erhältlich. Diese hatte ein Tankvolumen von 19 kg (110 l) Erdgas und 14 l Benzin. Die Erdgas-Version erfüllte ab Mitte 2006 die Euro-4-Abgasnorm.
Ab dem Modelljahr 2006 wurde der 1,3 l-Dieselmotor serienmäßig mit Dieselpartikelfilter angeboten.
Gebaut wurde der Combo ab Anfang 2007 im Werk Figueruelas, wohin die Produktion nach Schließung der Fertigung in Azambuja (Portugal) verlegt wurde.
Im Oktober 2010 wurde die Produktion des Combo Tour eingestellt, da das Modell die ab Anfang 2011 geforderte Euro-5-Abgasnorm für PKW nicht erfüllen konnte. Die Produktion des Kastenwagens Combo C lief noch bis Januar 2011 weiter.

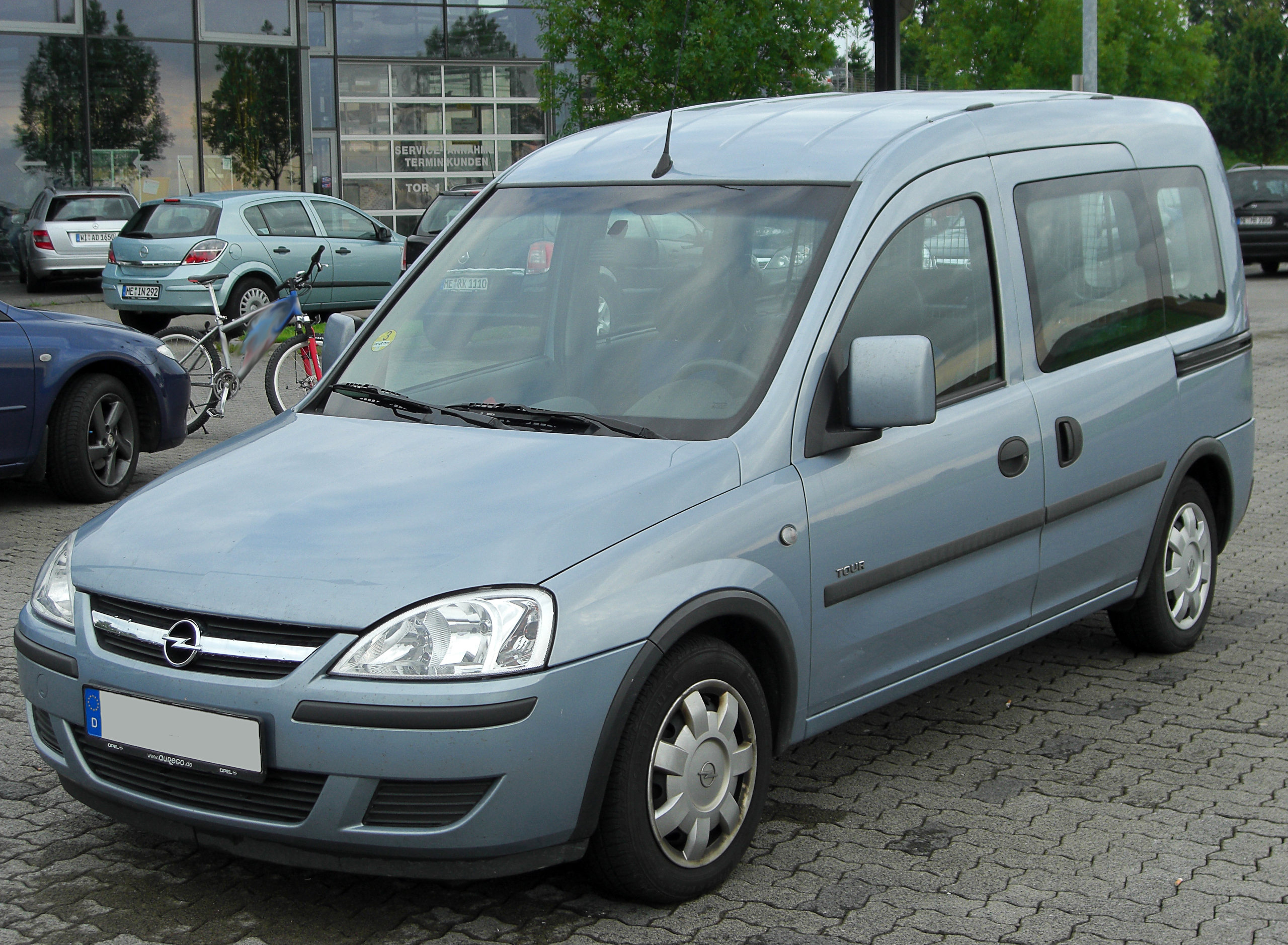
Opel Combo Tour (2003–2010)
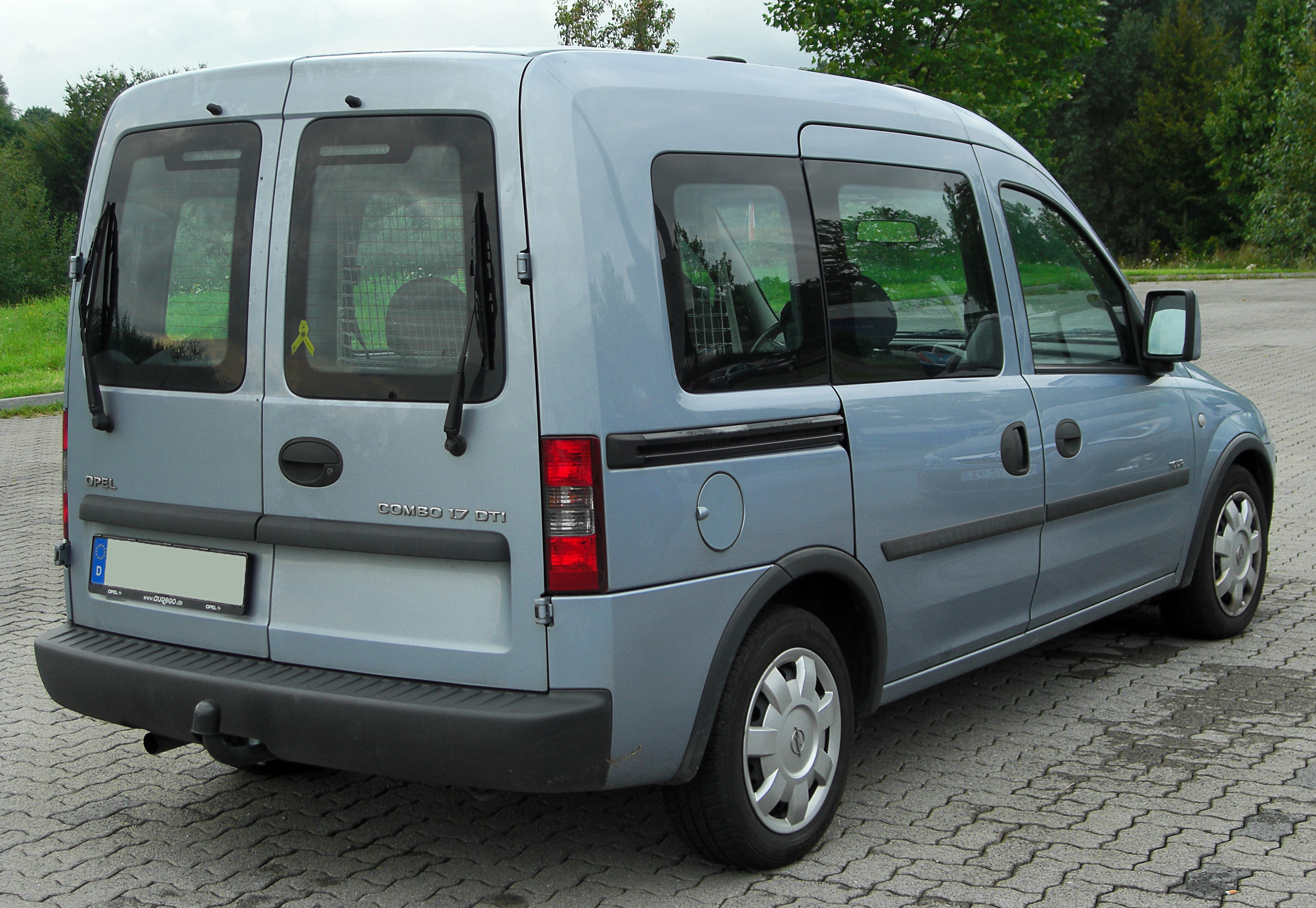
Heckansicht (mit Flügeltüren)
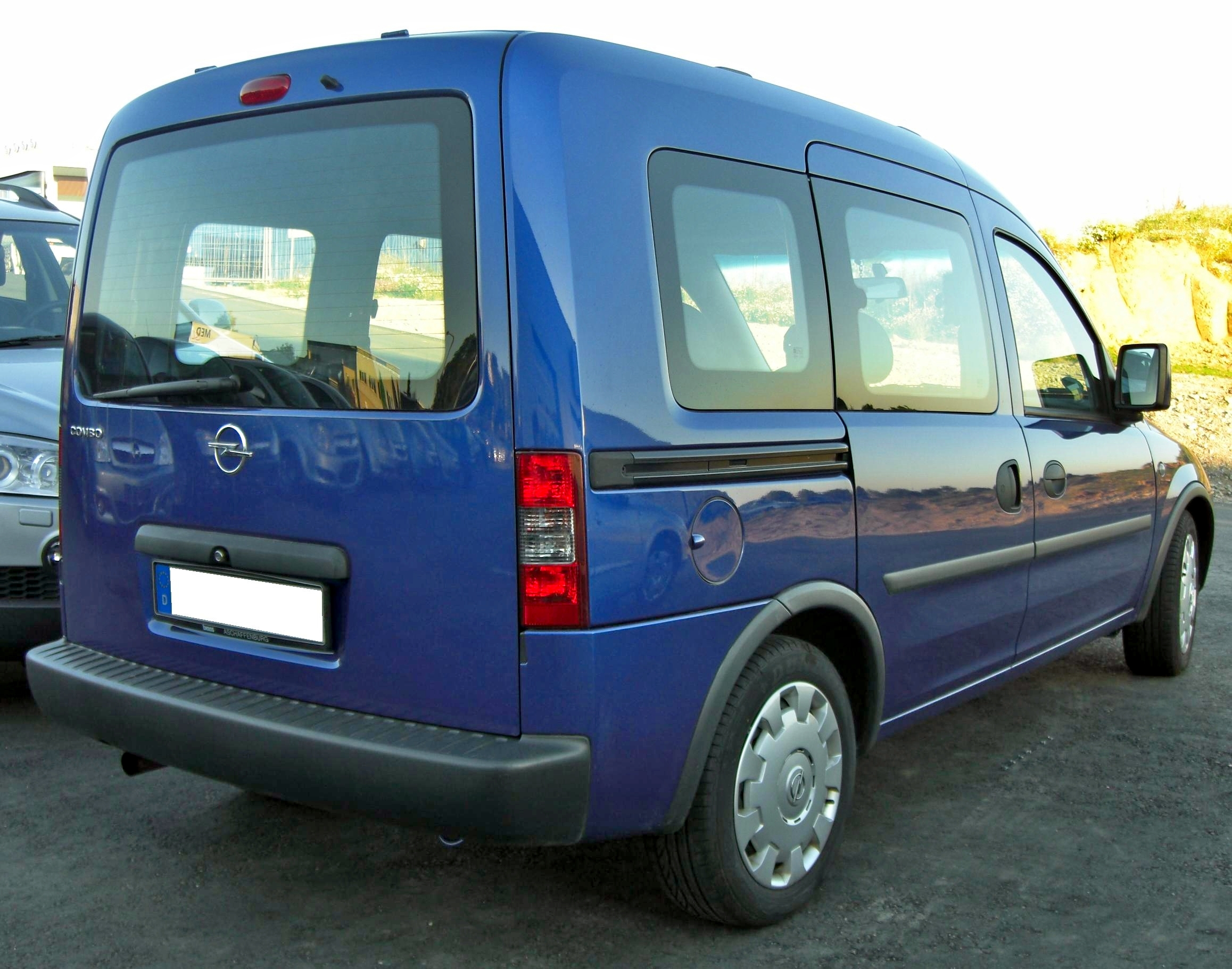
Combo Tour mit großer Heckklappe

### Technische Daten
| Opel Combo                                                                 | 1.4 TWINPORT (ecoFLEX) (1) | 1.6                      | 1.6 CNG (ecoFLEX) (2)    | 1.3 CDTI                   | 1.3 CDTI (ecoFLEX) (1)     | 1.7 DI                | 1.7 DTI                    | 1.7 CDTI                   |
| -------------------------------------------------------------------------- | -------------------------- | ------------------------ | ------------------------ | -------------------------- | -------------------------- | --------------------- | -------------------------- | -------------------------- |
| Bauzeitraum Kombi                                                          | 07/2004 – 09/2010          | 03/2002 – 06/2004        | 04/2005 – 09/2010        | 07/2004 – 09/2006          | 11/2005 – 09/2010          | 03/2002 – 06/2004     | 03/2002 – 06/2004          | 07/2004 – 09/2010          |
| Bauzeitraum Kastenwagen                                                    | 07/2004 – 08/2011          | 11/2001 – 06/2004        | 04/2005 – 08/2011        | 07/2004 – 09/2006          | 11/2005 – 08/2011          | 11/2001 – 06/2004     | 11/2001 – 06/2004          | 07/2004 – 08/2011          |
| Motorbezeichnung                                                           | Z14XEP                     | Z16SE                    | Z16YNG                   | Z13DT                      | Z13DTJ                     | Y17DTL                | Y17DT                      | Z17DTH                     |
| Motorbauart                                                                | R4-Ottomotor               | R4-Ottomotor             | R4-Ottomotor             | R4-Dieselmotor             | R4-Dieselmotor             | R4-Dieselmotor        | R4-Dieselmotor             | R4-Dieselmotor             |
| Gemischaufbereitung                                                        | Multi-Point-Einspritzung   | Multi-Point-Einspritzung | Multi-Point-Einspritzung | Common-Rail-Einspritzung   | Common-Rail-Einspritzung   | Direkt-Einspritzung   | Direkt-Einspritzung        | Common-Rail-Einspritzung   |
| Motoraufladung                                                             | —                          | —                        | —                        | Turbolader, Ladeluftkühler | Turbolader, Ladeluftkühler | Turbolader            | Turbolader, Ladeluftkühler | Turbolader, Ladeluftkühler |
| Hubraum                                                                    | 1364 cm³                   | 1598 cm³                 | 1598 cm³                 | 1248 cm³                   | 1248 cm³                   | 1686 cm³              | 1686 cm³                   | 1686 cm³                   |
| Anzahl Ventile pro Zylinder                                                | 4                          | 2                        | 4                        | 4                          | 4                          | 4                     | 4                          | 4                          |
| Ventilsteuerung                                                            | DOHC, Kette                | OHC, Zahnriemen          | DOHC, Zahnriemen         | DOHC, Kette                | DOHC, Kette                | DOHC, Zahnriemen      | DOHC, Zahnriemen           | DOHC, Zahnriemen           |
| max. Leistung bei 1/min                                                    | 66 kW (90 PS)/ 5600        | 64 kW (87 PS)/ 5400      | 69 kW (94 PS)/ 6200      | 51 kW (70 PS)/ 4000        | 55 kW (75 PS)/ 4000        | 48 kW (65 PS)/ 4400   | 55 kW (75 PS)/ 4400        | 74 kW (100 PS)/ 4400       |
| max. Drehmoment bei 1/min                                                  | 125 Nm/ 4000               | 138 Nm/ 3000             | 133 Nm/ 4200             | 170 Nm/ 1750–2500          | 170 Nm/ 1750–2500          | 130 Nm/ 2000–3000     | 165 Nm/ 1800–3000          | 240 Nm/ 2300               |
| Getriebe, serienmäßig                                                      | 5-Gang-Schaltgetriebe      | 5-Gang-Schaltgetriebe    | 5-Gang-Schaltgetriebe    | 5-Gang-Schaltgetriebe      | 5-Gang-Schaltgetriebe      | 5-Gang-Schaltgetriebe | 5-Gang-Schaltgetriebe      | 5-Gang-Schaltgetriebe      |
| Getriebe, optional                                                         | —                          | —                        | —                        | —                          | 5-Gang-Easytronic          | —                     | —                          | —                          |
| Höchstgeschwindigkeit                                                      | 164 km/h                   | 164 km/h                 | 166 km/h                 | 150 km/h                   | 152 km/h 152 km/h (3)      | 147 km/h              | 155 km/h                   | 170 km/h                   |
| Beschleunigung in s von 0–100 km/h                                         | 14,0                       | 14,0                     | 14,0                     | 17,0                       | 17,0                       | 18,5                  | 15,5                       | 12,5                       |
| Kraftstoffverbrauch kombiniert in l/100 km nach EWG-Richtlinie 1999/100 EG | 6,3 S                      | 7,8 S                    | 4,9 kg bzw. 7,5 m3 H-Gas | 5,1 D                      | 5,1 D 5,0 D (3)            | 5,4 D                 | 5,4 D                      | 5,2 D                      |
| CO2-Emission, kombiniert                                                   | 151 g/km                   | 188 g/km                 | 133 g/km                 | 138 g/km                   | 134 g/km 135 g/km (3)      | 146 g/km              | 146 g/km                   | 140 g/km                   |
| Abgasnorm nach EU-Klassifikation                                           | Euro 4                     | Euro 4                   | Euro 3/4                 | Euro 3                     | Euro 4                     | Euro 3                | Euro 3                     | Euro 4                     |

## Combo D (2011–2018)
Zum Februar 2012 wurde ein auf dem Fiat Doblò basierender Opel Combo angekündigt. Grundlage war die SCCS-Plattform von GM und Fiat.
Gemeinsam mit dem Fiat Doblò II wurde der Combo D von Tofaş in Bursa gefertigt.
Den Combo D gab es mit Rücksitzen oder als Kastenwagen. Optional war er mit längerem Radstand, dritter Sitzreihe oder Hochdach erhältlich. Zum Vertriebsstart gab es Dieselmotoren in vier Leistungsstufen von 66 kW (90 PS) bis 99 kW (135 PS) sowie einen Ottomotor für Erdgas und einen für Superbenzin.
Das Ladevolumen reichte von 3,8 m³ beim PKW bis hin zu 4,6 m³ beim Transporter, Zuladung bis zu einer Tonne und bot schon in der Kurzversion Platz für zwei Europaletten.

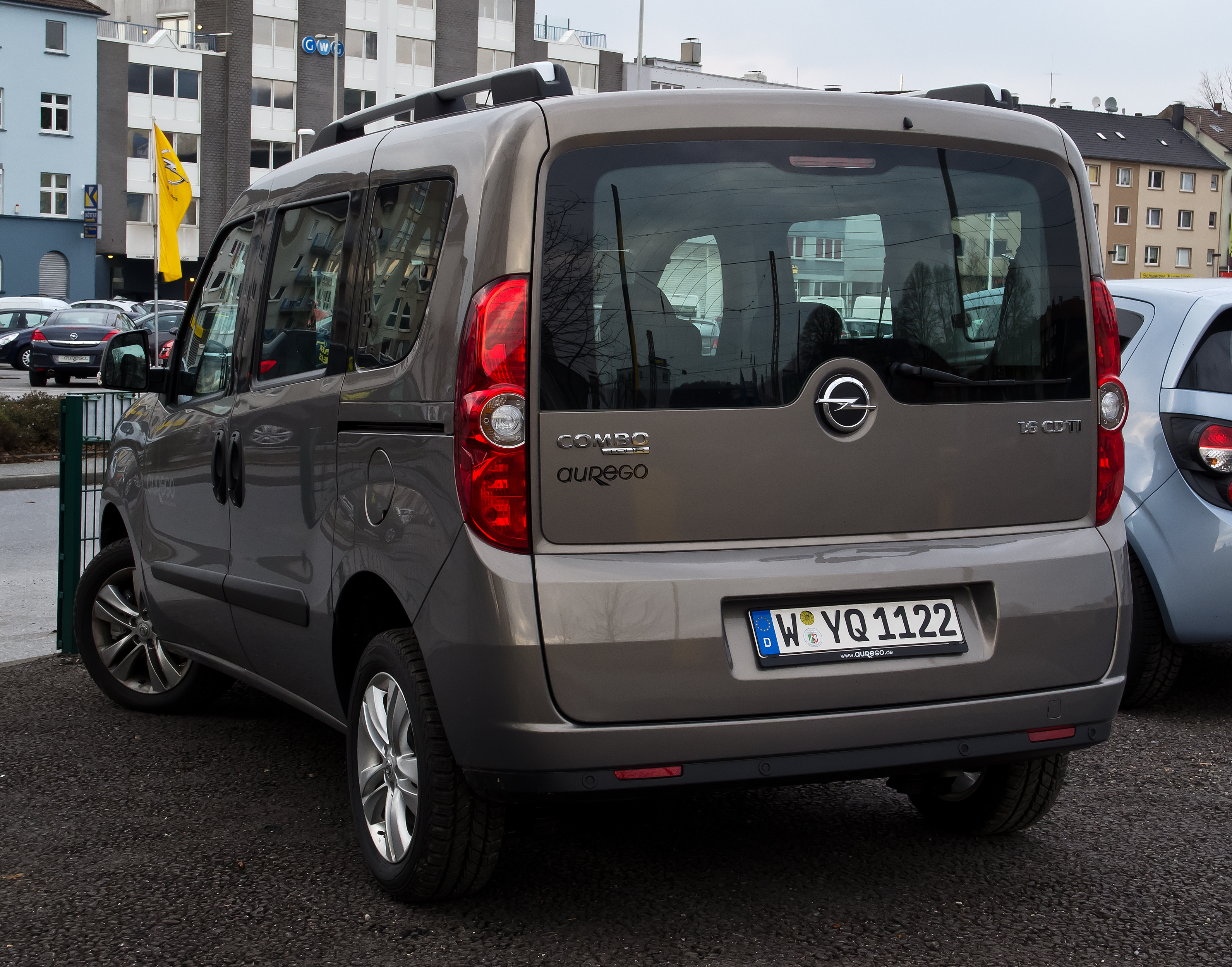
Heckansicht
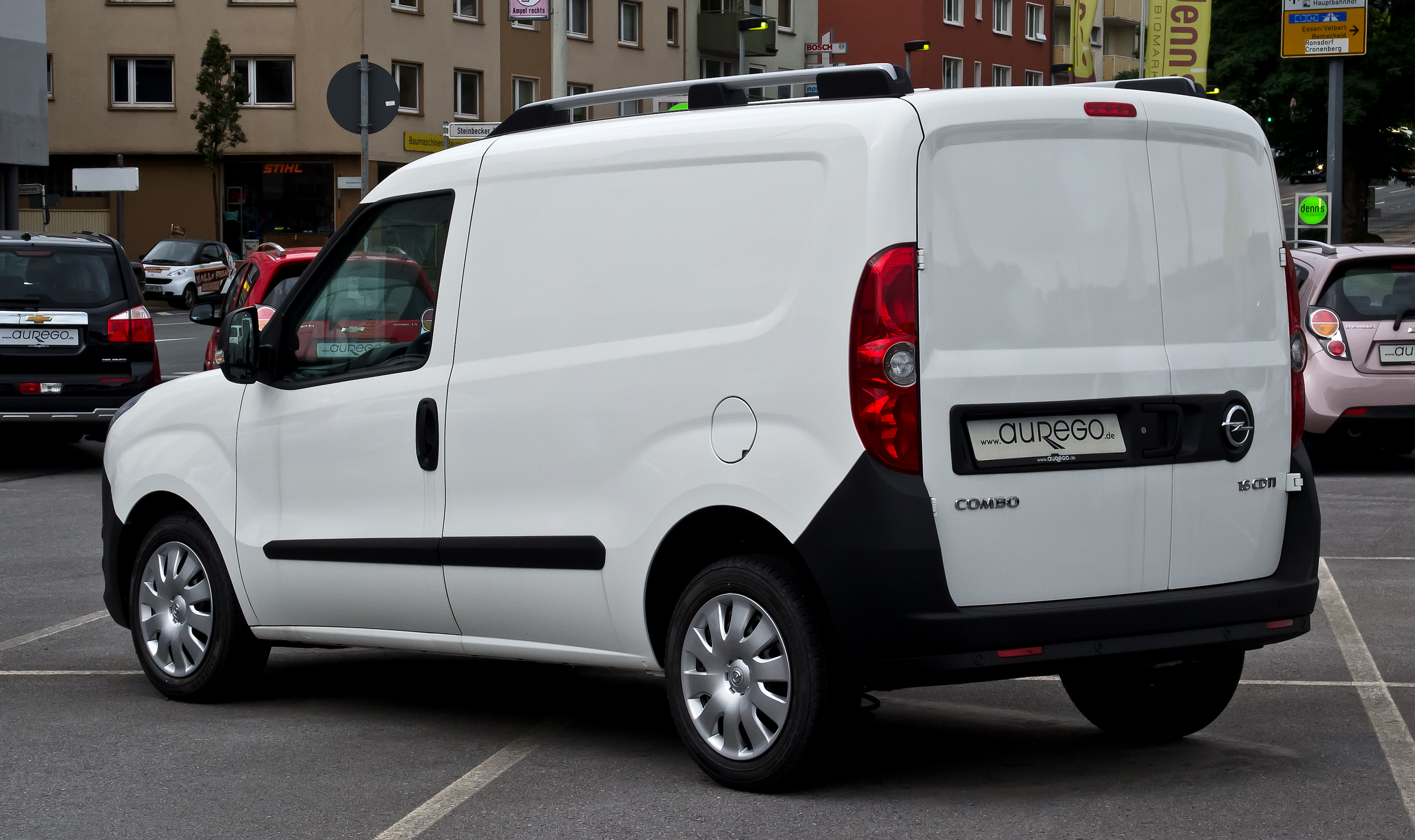
Opel Combo Kastenwagen (2012–2018)

### Technische Daten
| Kenngrößen                                  | 1.4 (1) (2)               | 1.4 Turbo             | 1.4 CNG Turbo ecoFLEX (3) | 1.3 CDTI (1) (2) (4)     | 1.3 CDTI (1) (2) (4)     | 1.6 CDTI (1)              | 1.6 CDTI (1)                  | 1.6 CDTI (1) (2) (4)     | 1.6 CDTI (1) (2) (4)      | 1.6 CDTI (1) (2) (4)      | 1.6 CDTI (1) (2) (4)      | 2.0 CDTI (1)              |
| ------------------------------------------- | ------------------------- | --------------------- | ------------------------- | ------------------------ | ------------------------ | ------------------------- | ----------------------------- | ------------------------ | ------------------------- | ------------------------- | ------------------------- | ------------------------- |
| Bauzeitraum                                 | 02/2012–08/2017           | 06/2014–08/2017       | 02/2012–08/2017           | 02/2012–03/2016          | 03/2016–08/2017          | 02/2012–03/2015           | 02/2012–03/2016               | 04/2015–06/2017 (5)      | 09/2016–08/2017 (6)       | 02/2012–08/2017           | 04/2015 (7)               | 02/2012–03/2016 (8)       |
| Motortyp                                    | R4-Ottomotor              | R4-Ottomotor          | R4-Ottomotor, Gas         | R4-Dieselmotor           | R4-Dieselmotor           | R4-Dieselmotor            | R4-Dieselmotor                | R4-Dieselmotor           | R4-Dieselmotor            | R4-Dieselmotor            | R4-Dieselmotor            | R4-Dieselmotor            |
| Gemischaufbereitung                         | Saugrohreinspritzung      | Saugrohreinspritzung  | Saugrohreinspritzung      | Common-Rail-Einspritzung | Common-Rail-Einspritzung | Common-Rail-Einspritzung  | Common-Rail-Einspritzung      | Common-Rail-Einspritzung | Common-Rail-Einspritzung  | Common-Rail-Einspritzung  | Common-Rail-Einspritzung  | Common-Rail-Einspritzung  |
| Motoraufladung                              | —                         | Turbolader            | Turbolader                | Turbolader               | Turbolader               | Turbolader                | Turbolader                    | Turbolader               | Turbolader                | Turbolader                | Turbolader                | Turbolader                |
| Hubraum                                     | 1368 cm³                  | 1368 cm³              | 1368 cm³                  | 1248 cm³                 | 1248 cm³                 | 1598 cm³                  | 1598 cm³                      | 1598 cm³                 | 1598 cm³                  | 1598 cm³                  | 1598 cm³                  | 1956 cm³                  |
| max. Leistung bei 1/min                     | 70 kW (95 PS)/ 6000       | 88 kW (120 PS)/ 5000  | 88 kW (120 PS)/ 5000      | 66 kW (90 PS)/ 4000      | 70 kW (95 PS)/ 4000      | 66 kW (90 PS)/ 4000       | 66 kW (90 PS)/ 4000           | 70 kW (95 PS)/ 2500      | 74 kW (100 PS)/ 3650      | 77 kW (105 PS)/ 4000      | 88 kW (120 PS)/ 3500      | 99 kW (135 PS)/ 3500      |
| max. Drehmoment bei 1/min                   | 127 Nm/ 4500              | 206 Nm/ 3000          | 206 Nm/ 3000              | 200 Nm/ 1500             | 200 Nm/ 1500             | 290 Nm/ 1500              | 290 Nm/ 1500                  | 300 Nm/ 1750             | 300 Nm/ 1750              | 290 Nm/ 1500              | 320 Nm/ 1750              | 320 Nm/ 1500              |
| Antrieb                                     | Vorderradantrieb          | Vorderradantrieb      | Vorderradantrieb          | Vorderradantrieb         | Vorderradantrieb         | Vorderradantrieb          | Vorderradantrieb              | Vorderradantrieb         | Vorderradantrieb          | Vorderradantrieb          | Vorderradantrieb          | Vorderradantrieb          |
| Getriebe, serienmäßig                       | 5-Gang-Schaltgetriebe     | 6-Gang-Schaltgetriebe | 6-Gang-Schaltgetriebe     | 5-Gang-Schaltgetriebe    | 5-Gang-Schaltgetriebe    | 6-Gang-Schaltgetriebe     | 6-Gang-Schaltgetriebe         | 6-Gang-Schaltgetriebe    | 6-Gang-Schaltgetriebe     | 6-Gang-Schaltgetriebe     | 6-Gang-Schaltgetriebe     | 6-Gang-Schaltgetriebe     |
| Getriebe, optional                          | —                         | —                     | —                         | —                        | —                        | 5-Gang-Easytronic (9)     | 5-Gang-Easytronic (9)         | —                        | —                         | —                         | —                         | —                         |
| Höchstgeschwindigkeit                       | 161 km/h                  | 172 km/h              | 172 km/h                  | 158 km/h                 | 159 km/h (161 km/h)      | 158 km/h [158 km/h]       | 158 km/h [158 km/h]           | 158 km/h                 | 164 km/h                  | 160 km/h (164 km/h)       | 172 km/h (176 km/h)       | 179 km/h                  |
| Beschleunigung, 0–100 km/h                  | 15,4 s                    | 11,0 s                | 12,3 s                    | 17,2 s                   | k. A.                    | 14,9 s [14,9 s]           | 14,9 s [14,9 s]               | 14,3 s                   | 13,4 s                    | k. A.                     | 13,1 s                    | 11,3 s                    |
| Kraftstoffverbrauch auf 100 km (kombiniert) | 7,4–7,6 l S (7,2–7,4 l S) | 7,2–7,4 l S           | 7,5 l S 4,9 kg Erdgas     | 5,1 l D (4,9 l D)        | 5,1 l D (4,7 l D)        | 5,5–5,9 l D [5,4–5,9 l D] | (5,2–5,6 l D) ([5,0–5,5 l D]) | 5,2 l D (4,7 l D)        | 5,5–5,9 l D (5,2–5,6 l D) | 5,1–6,0 l D (4,5–5,0 l D) | 5,2–5,7 l D (4,6–5,0 l D) | 5,9–6,2 l D (5,7–6,0 l D) |
| CO2-Emission kombiniert in g/km             | 169–177 (163–171)         | 169–179               | 134                       | 136 (129)                | 136 (123)                | 145–156 [141–157]         | (138–148) ([133–147])         | 137 (124)                | 145–156 (138–148)         | 134–158 (120–133)         | 136–149 (124–140)         | 156–163 (150–157)         |
| Abgasnorm nach EU-Klassifikation            | Euro 5 / Euro 6 (10)      | Euro 6                | Euro 5 / Euro 6 10        | Euro 5                   | Euro 6                   | Euro 5                    | Euro 5                        | Euro 6                   | Euro 5 / Euro 6 (11)      | Euro 6                    | Euro 6                    | Euro 5                    |

Werte in eckigen Klammern [ ] gelten für automatisiertes Schaltgetriebe Easytronic, Werte in runden Klammern ( ) für Fahrzeuge mit Start-Stopp-Automatik ecoFLEX (außer 1.4 CNG Turbo ecoFLEX).

## Combo E (seit 2018)
Die fünfte Generation des Combo baut auf der EMP2-Plattform des PSA-Konzerns auf und ist in weiten Teilen baugleich mit der dritten Generation des Citroën Berlingo, dem Peugeot Rifter, dem Fiat Doblò und dem Toyota Proace City. Gebaut wird der Combo in den PSA-Werken Vigo (Spanien) und Mangualde (Portugal). Die Fahrzeuge unterscheiden sich in der Frontpartie, der Gestaltung des Cockpits und in Ausstattungsvarianten. Der Combo E ist wieder mit zwei Radständen erhältlich – als Life und Life XL. Verkauft wird die Pkw-Variante seit Juni 2018. Die ersten Fahrzeuge wurden am 29. September 2018 ausgeliefert. Die Kastenwagen-Varianten werden als Combo Cargo (Länge 4,4 m) und als Combo Cargo XL (4,75 m) angeboten. Eine überarbeitete Version des Cargo debütierte im Oktober 2023 und des Life im Dezember 2023.
Den batterieelektrisch angetriebenen Combo-e mit einer Reichweite von bis zu 275 km nach WLTP präsentierte Opel im Januar 2021 als Nutzfahrzeugvariante. Die Pkw-Variante folgte einen Monat später und hat eine Reichweite von bis zu 280 km. Im Herbst 2021 kamen beide auf den Markt. Für die Pkw-Varianten entfielen ab Januar 2022 auf den meisten Märkten alle Verbrennungsmotoren. Alternativ sind jedoch für Kunden mit dem Wunsch nach einem Verbrennungsmotor der Opel Combo Cargo Doppelkabine (5 Sitzplätze) oder der Toyota ProAce City Verso weiter verfügbar.

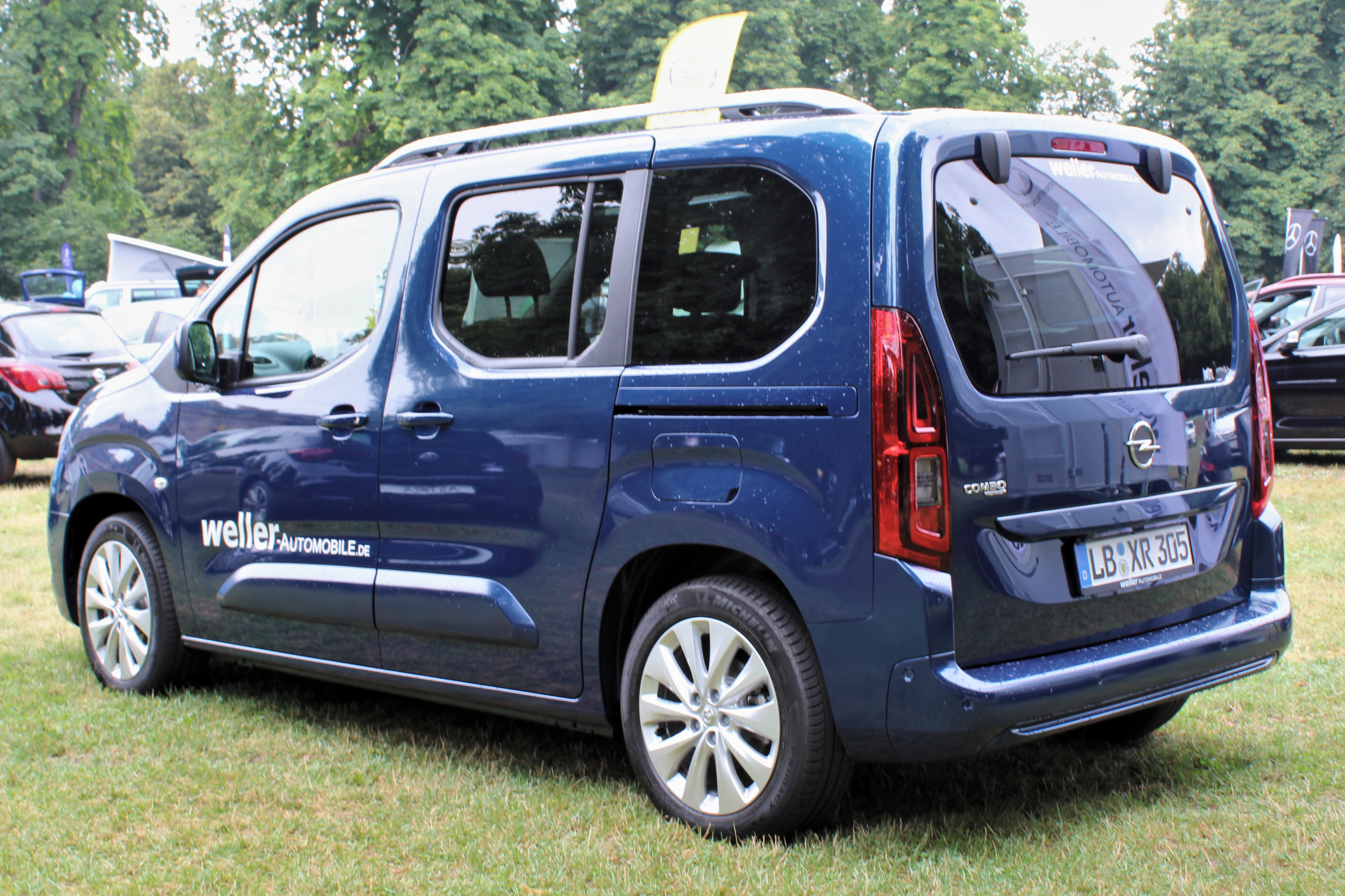
Heckansicht
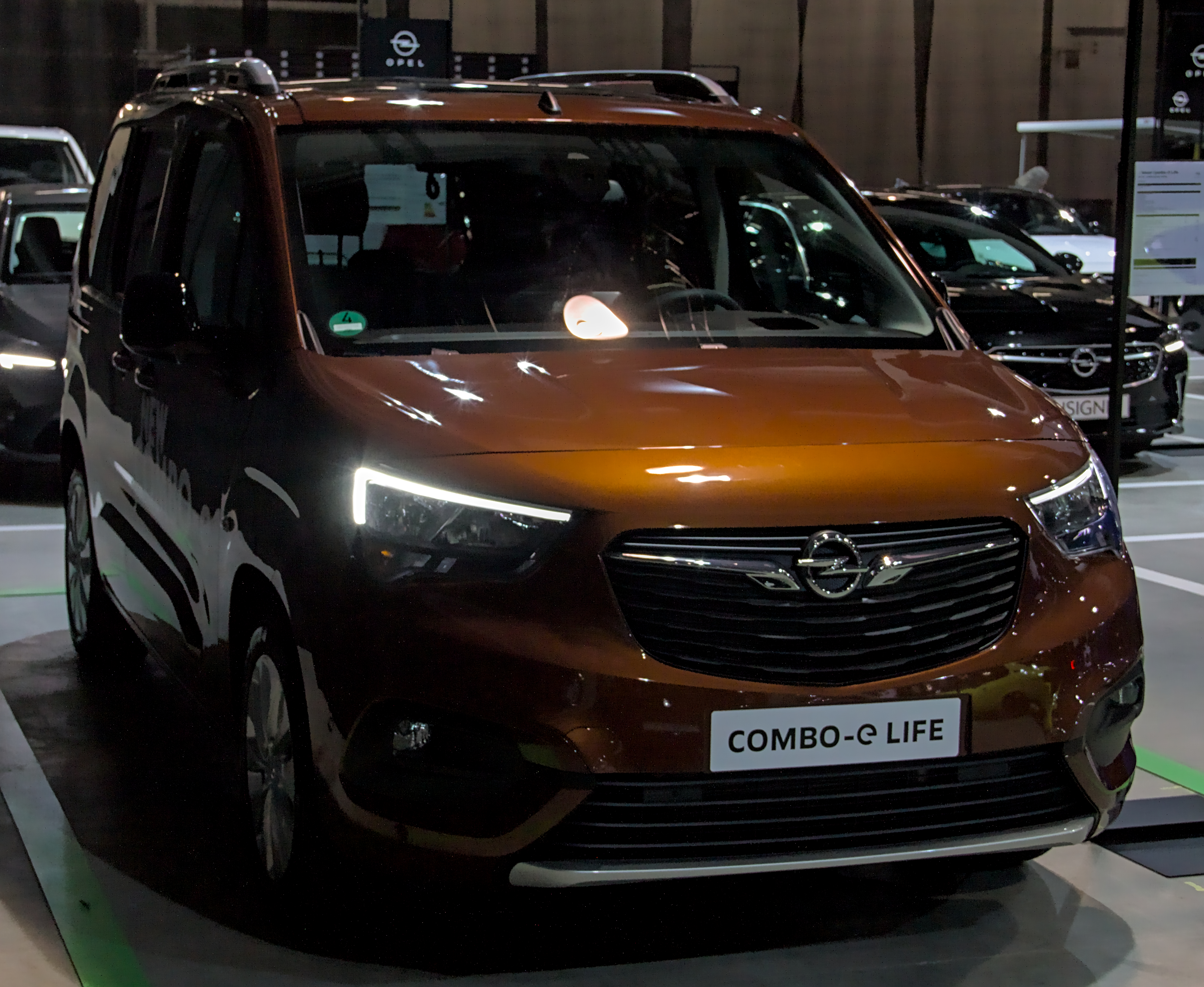
Opel Combo-e Life (2021–2023)
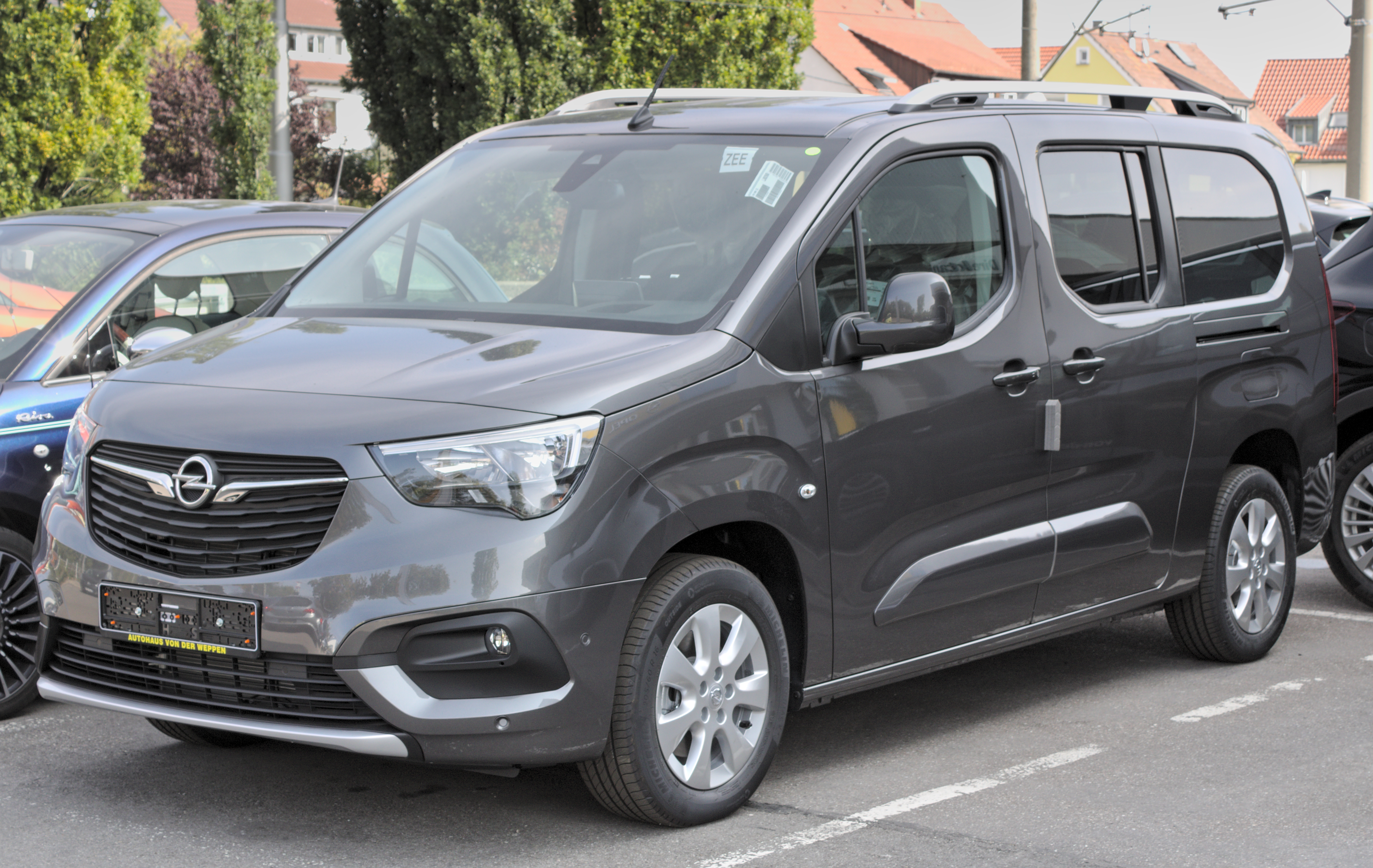
Opel Combo Life XL (2018–2021)
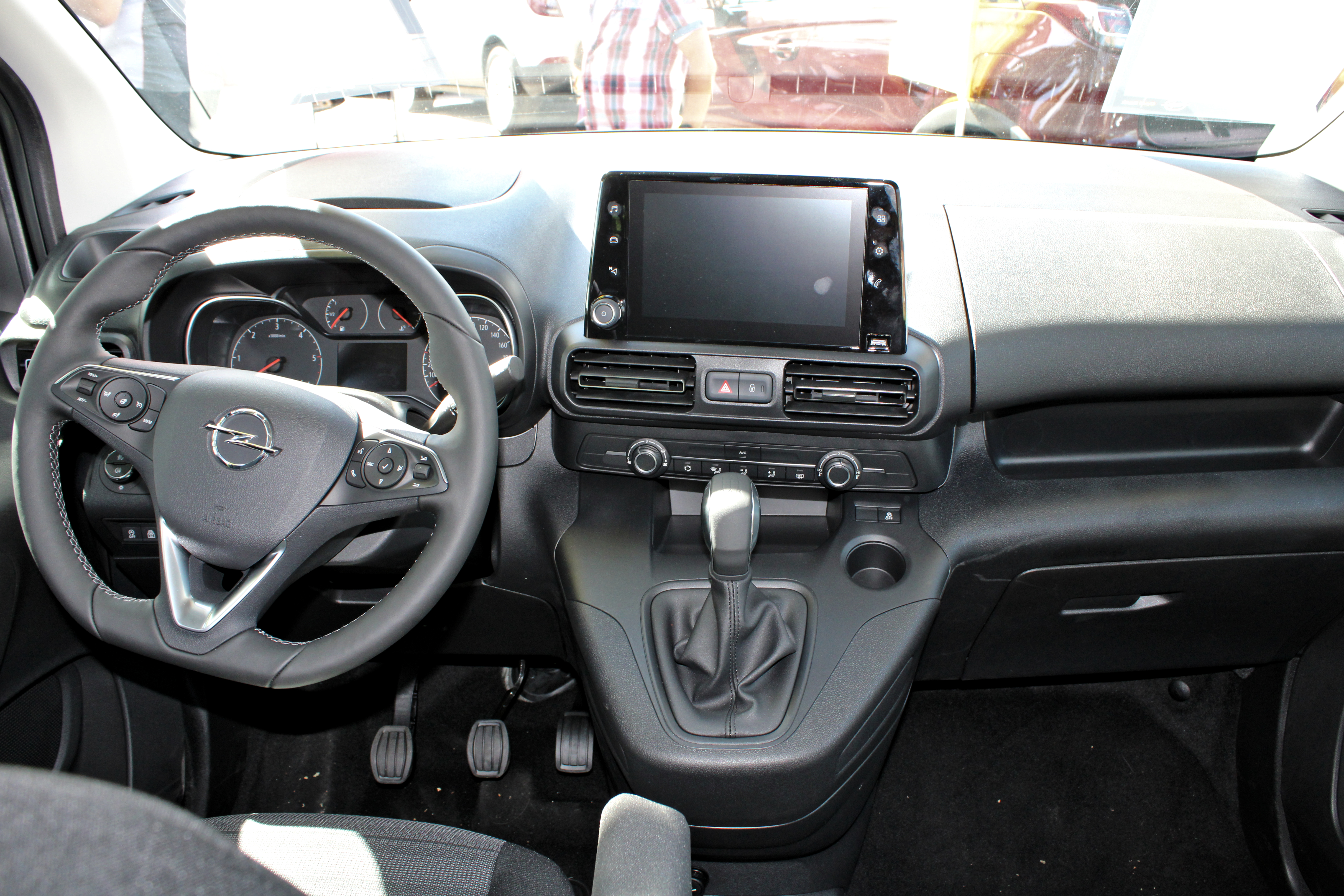
Innenansicht
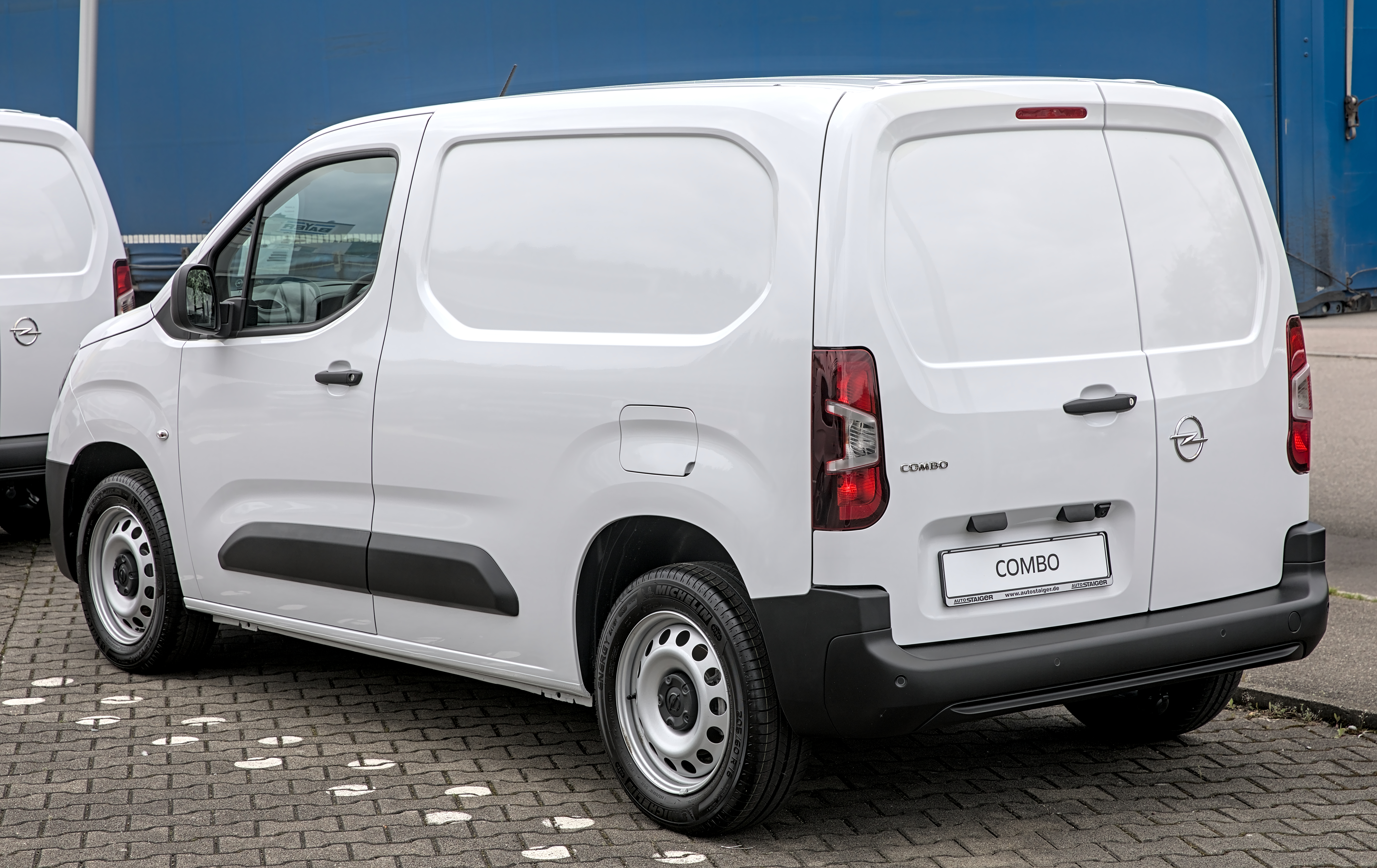
Opel Combo Cargo (2018–2023)
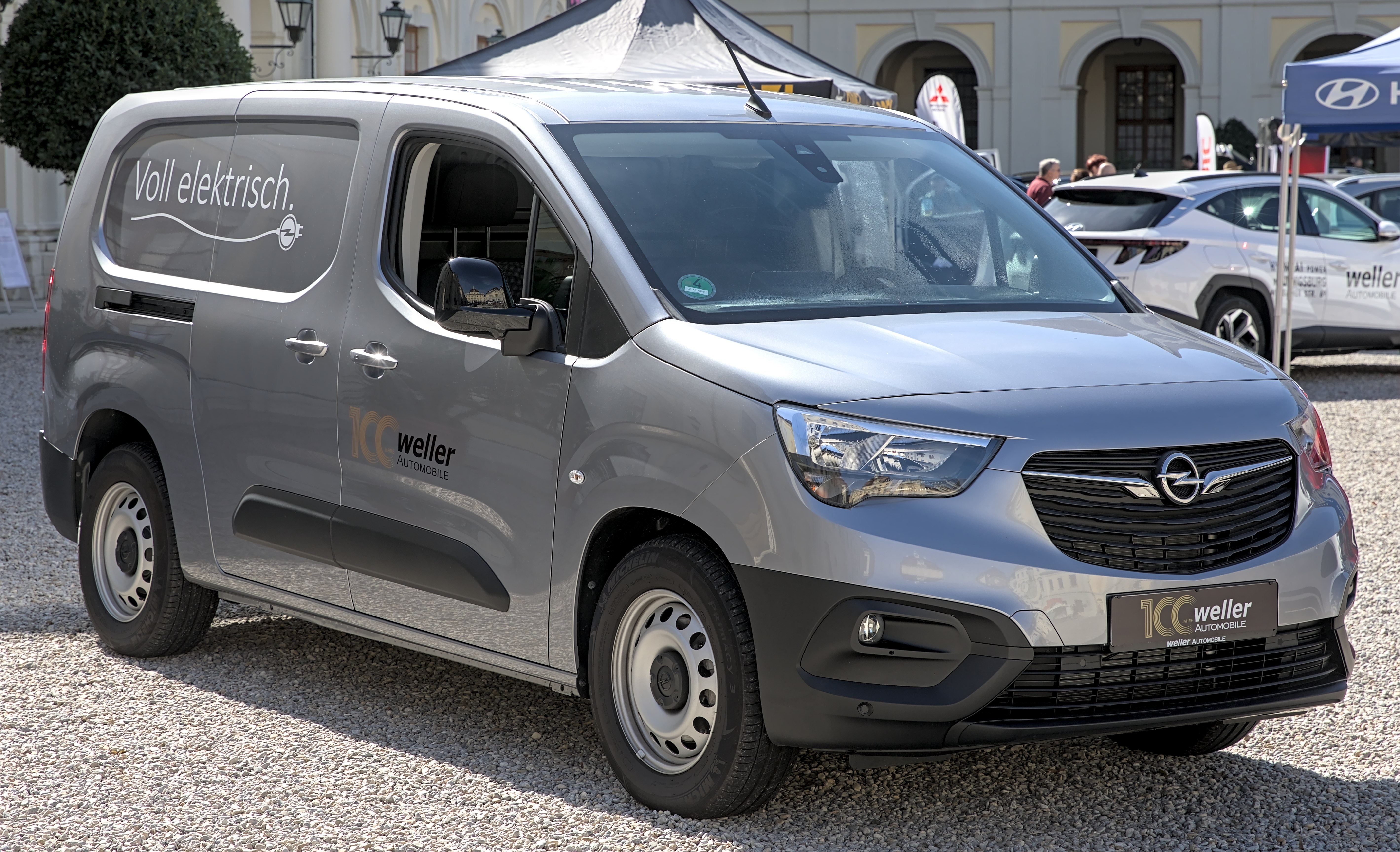
Opel Combo-e Cargo XL (2021–2023)
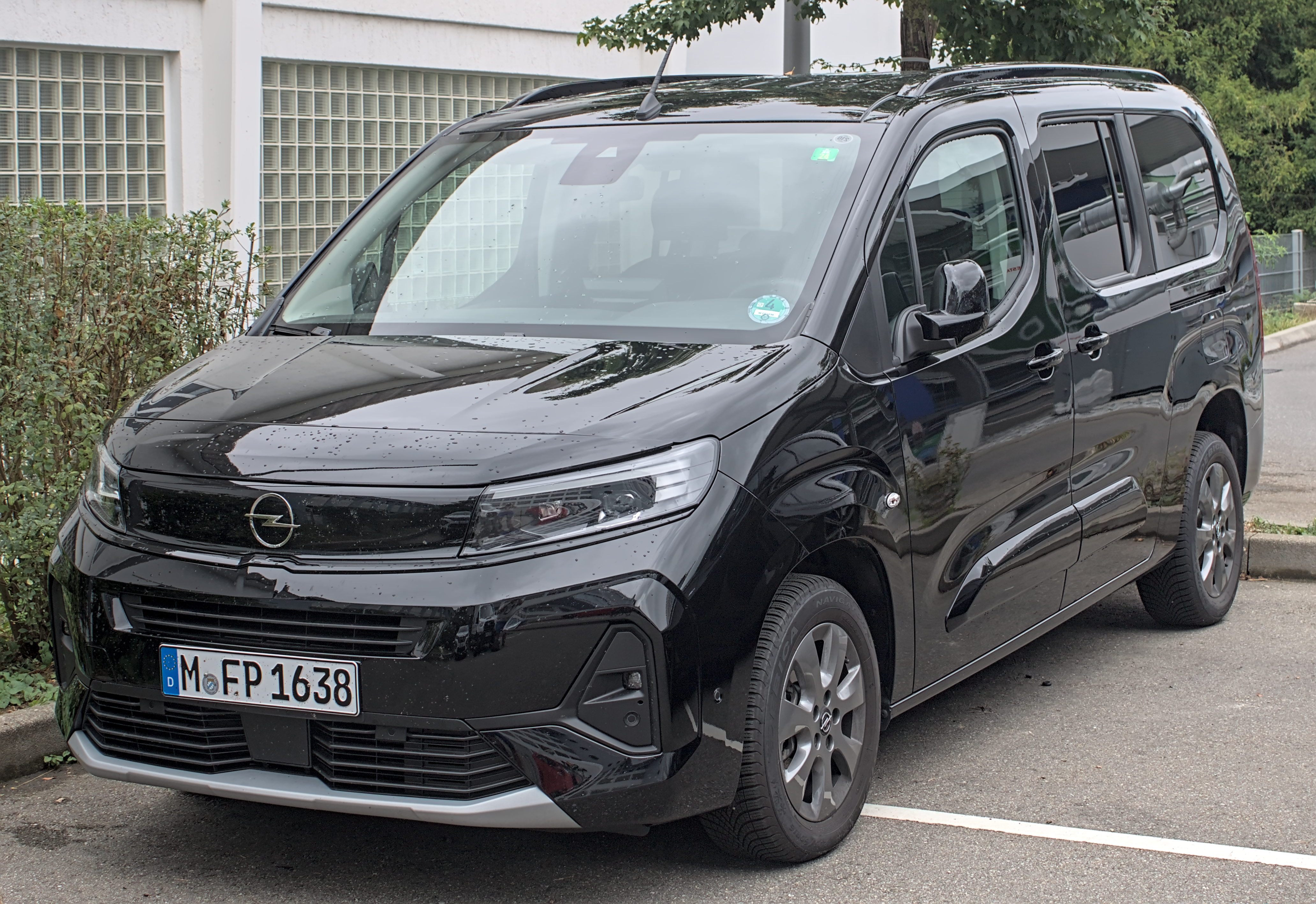
Opel Combo Life XL (seit 2024)
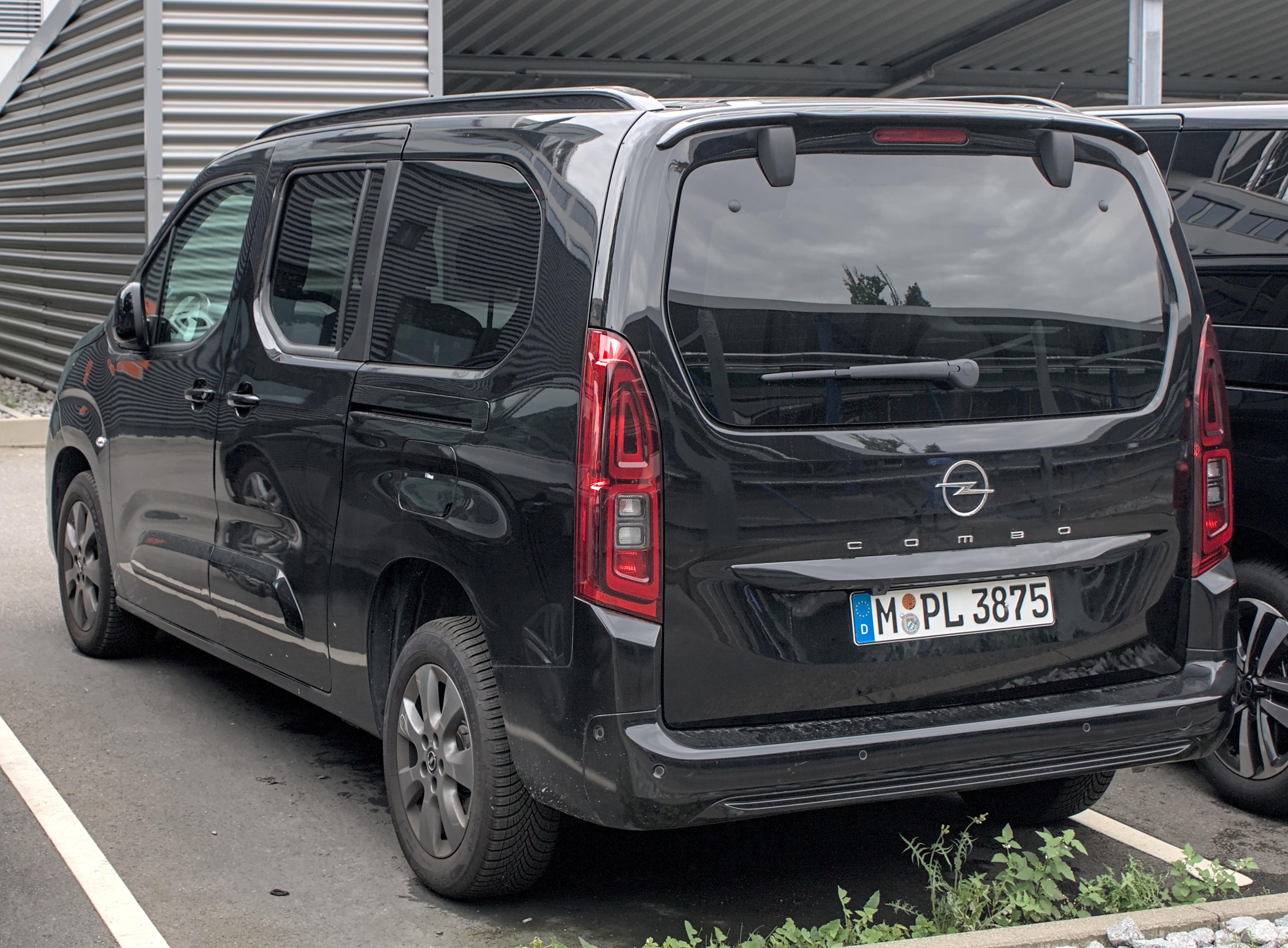
Heckansicht
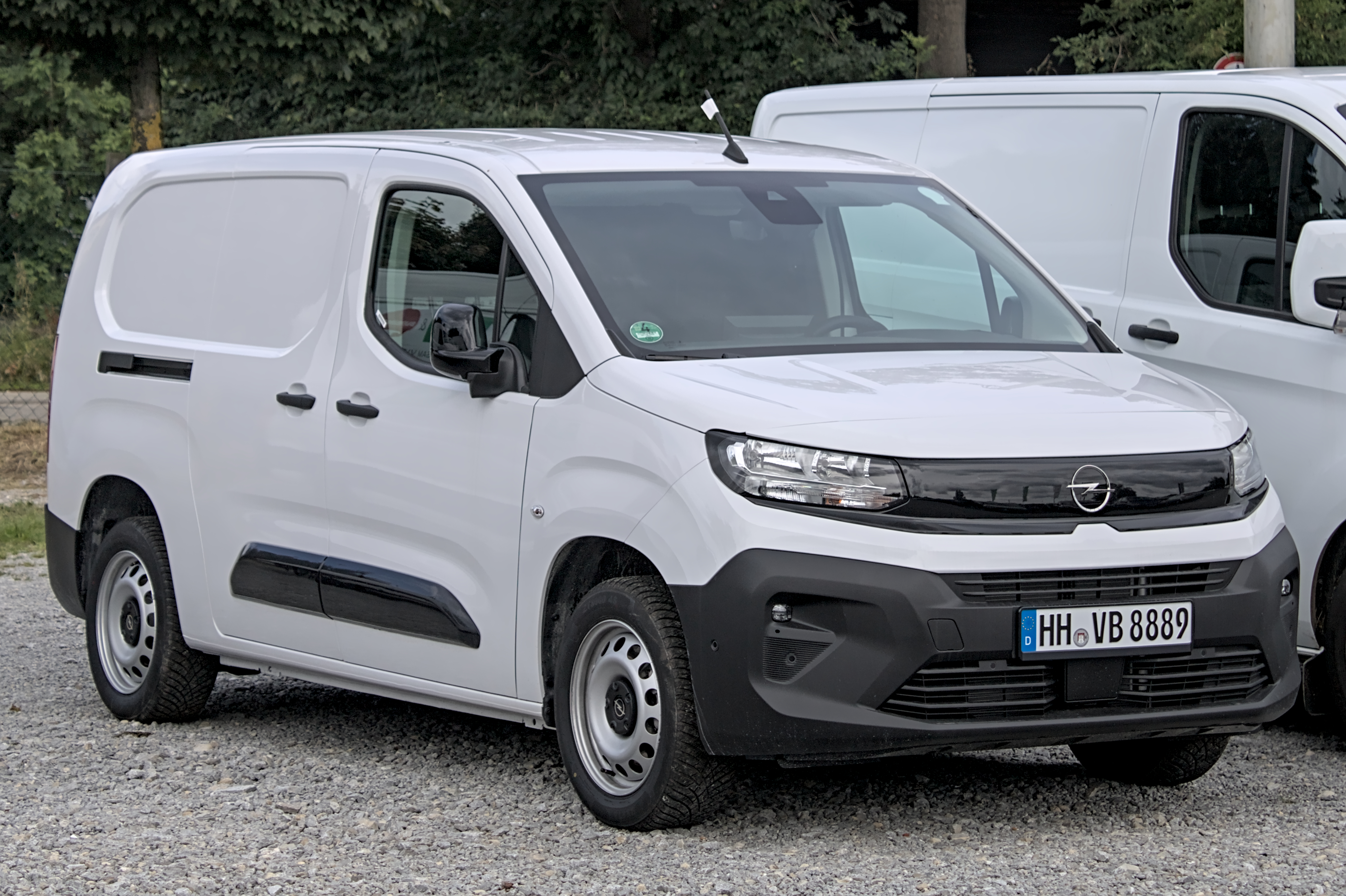
Opel Combo Cargo XL (seit 2024)
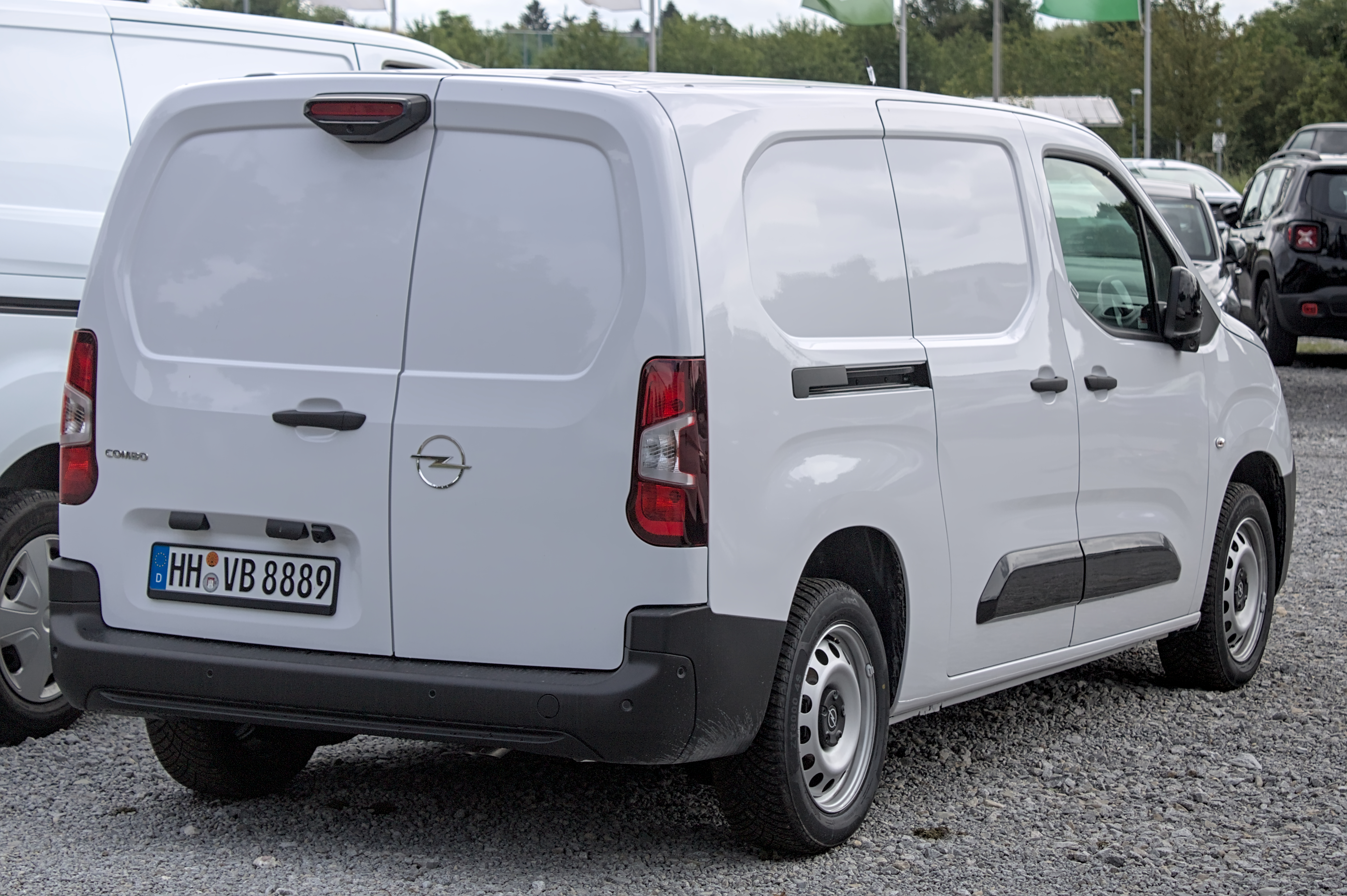
Heckansicht

### Sicherheit
Im Euro NCAP-Crashtest wurde das Fahrzeug im Jahr 2018 mit vier von fünf möglichen Sternen bewertet.

### Technische Daten
| Kenngrößen                                           | Combo 1.2             | Combo 1.2             | Combo 1.2             | Combo 1.2                  | Combo 1.5 Diesel         | Combo 1.5 Diesel         | Combo 1.5 Diesel         | Combo 1.5 Diesel         | Combo 1.5 Diesel             | Combo 1.5 Diesel             | Combo 1.5 Diesel             | Combo-e                   | Combo-e                   |              |
| ---------------------------------------------------- | --------------------- | --------------------- | --------------------- | -------------------------- | ------------------------ | ------------------------ | ------------------------ | ------------------------ | ---------------------------- | ---------------------------- | ---------------------------- | ------------------------- | ------------------------- | ------------ |
| Bauzeitraum                                          | 09/2018–06/2019       | 06/2019–12/2023       | seit 01/2024          | 06/2019–12/2021            | 09/2018–12/2021          | 09/2018–12/2020          | 12/2020–12/2023          | seit 01/2024             | 09/2018–12/2020              | 12/2020–12/2023              | seit 01/2024                 | 06/2021–12/2023           | seit 06/2024              | seit 06/2024 |
| Motortyp                                             | R3-Ottomotor          | R3-Ottomotor          | R3-Ottomotor          | R3-Ottomotor               | R4-Dieselmotor           | R4-Dieselmotor           | R4-Dieselmotor           | R4-Dieselmotor           | R4-Dieselmotor               | R4-Dieselmotor               | R4-Dieselmotor               | Elektromotor              | Elektromotor              |              |
| Gemischaufbereitung                                  | Direkteinspritzung    | Direkteinspritzung    | Direkteinspritzung    | Direkteinspritzung         | Common-Rail-Einspritzung | Common-Rail-Einspritzung | Common-Rail-Einspritzung | Common-Rail-Einspritzung | Common-Rail-Einspritzung     | Common-Rail-Einspritzung     | Common-Rail-Einspritzung     | —                         | —                         |              |
| Motoraufladung                                       | Turbolader            | Turbolader            | Turbolader            | Turbolader                 | Turbolader               | Turbolader               | Turbolader               | Turbolader               | Turbolader                   | Turbolader                   | Turbolader                   | —                         | —                         |              |
| Hubraum                                              | 1199 cm³              | 1199 cm³              | 1199 cm³              | 1199 cm³                   | 1499 cm³                 | 1499 cm³                 | 1499 cm³                 | 1499 cm³                 | 1499 cm³                     | 1499 cm³                     | 1499 cm³                     | —                         | —                         |              |
| max. Leistung bei 1/min                              | 81 kW (110 PS)/ 5500  | 81 kW (110 PS)/ 5500  | 81 kW (110 PS)/ 5500  | 96 kW (130 PS)/ 5500       | 56 kW (76 PS)/ 3500      | 75 kW (102 PS)/ 3500     | 75 kW (102 PS)/ 3750     | 75 kW (102 PS)/ 3500     | 96 kW (130 PS)/ 3750         | 96 kW (130 PS)/ 3750         | 96 kW (130 PS)/ 3750         | 100 kW (136 PS)           | 100 kW (136 PS)           |              |
| max. Drehmoment bei 1/min                            | 205 Nm/ 1750          | 205 Nm/ 1750          | 205 Nm/ 1750          | 230 Nm/ 1750               | 230 Nm/ 1750             | 250 Nm/ 1750             | 250 Nm/ 1750             | 250 Nm/ 1750             | 300 Nm/ 1750                 | 300 Nm/ 1750                 | 300 Nm/ 1750                 | 260 Nm                    | 270 Nm                    |              |
| Antrieb                                              | Vorderradantrieb      | Vorderradantrieb      | Vorderradantrieb      | Vorderradantrieb           | Vorderradantrieb         | Vorderradantrieb         | Vorderradantrieb         | Vorderradantrieb         | Vorderradantrieb             | Vorderradantrieb             | Vorderradantrieb             | Vorderradantrieb          | Vorderradantrieb          |              |
| Getriebe, serienmäßig                                | 6-Gang-Schaltgetriebe | 6-Gang-Schaltgetriebe | 6-Gang-Schaltgetriebe | 8-Stufen-Automatikgetriebe | 5-Gang-Schaltgetriebe    | 5-Gang-Schaltgetriebe    | 6-Gang-Schaltgetriebe    | 6-Gang-Schaltgetriebe    | 6-Gang-Schaltgetriebe        | 6-Gang-Schaltgetriebe        | 6-Gang-Schaltgetriebe        | 1-Gang-Reduktionsgetriebe | 1-Gang-Reduktionsgetriebe |              |
| Getriebe, optional                                   | —                     | —                     | —                     | —                          | —                        | —                        | —                        | —                        | [8-Stufen-Automatikgetriebe] | [8-Stufen-Automatikgetriebe] | [8-Stufen-Automatikgetriebe] | —                         | —                         |              |
| Höchstgeschwindigkeit                                | 175 km/h              | 174 km/h              | 167 km/h              | 186 km/h                   | 152 km/h                 | 172 km/h                 | 170 km/h                 | 166 km/h                 | 185 km/h [184 km/h]          | 184 km/h [184 km/h]          | 184 km/h [184 km/h]          | 135 km/h                  | 135 km/h                  |              |
| Beschleunigung, 0–100 km/h                           | 11,9 s                | 11,0 s                | k. A.                 | 10,7 s                     | 16,5 s                   | 11,5 s                   | 11,5 s                   | k. A.                    | 10,3 s [11,0 s]              | 9,8 s [11,4 s]               | k. A.                        | 11,7 s                    | 11,3 s                    |              |
| Kraftstoff-/Energieverbrauch auf 100 km (kombiniert) | 5,5–5,7 l S           | 6,3–7,6 l S           | 6,3–7,4 l S           | 5,3–5,6 l S                | 4,1–4,2 l D              | 4,2–4,5 l D              | 5,4–6,1 l D              | 5,2–6,1 l D              | 4,3–4,5 l D [4,3–4,5 l D]    | 5,8–6,6 l D [5,8–6,6 l D]    | 5,4–6,6 l D [5,4–6,6 l D]    | 19,3–20,0 kWh             | 18,5 kWh                  |              |
| CO2-Emission kombiniert in g/km                      | 125–130               | 142–171               | 142–171               | 121–127                    | 108–110                  | 110–118                  | 142–161                  | 136–161                  | 113–118 [113–118]            | 151–171 [151–171]            | 141–171 [143–171]            | 0                         | 0                         |              |
| Batterie (Lithium-Ionen-Polymer)                     | —                     | —                     | —                     | —                          | —                        | —                        | —                        | —                        | —                            | —                            | —                            | 50 kWh                    | 50 kWh                    |              |
| elektrische Reichweite nach WLTP                     | —                     | —                     | —                     | —                          | —                        | —                        | —                        | —                        | —                            | —                            | —                            | 280 km                    | 337–345 km                |              |
| Abgasnorm nach EU-Klassifikation                     | Euro 6d-TEMP          | Euro 6d               | Euro 6e               | Euro 6d                    | Euro 6d-TEMP             | Euro 6d-TEMP             | Euro 6d                  | Euro 6e                  | Euro 6d-TEMP                 | Euro 6d                      | Euro 6e                      | —                         | —                         |              |

Werte in eckigen Klammern [ ] gelten für Fahrzeuge mit Automatikgetriebe.

## Russische Ausführung (2021–2022)

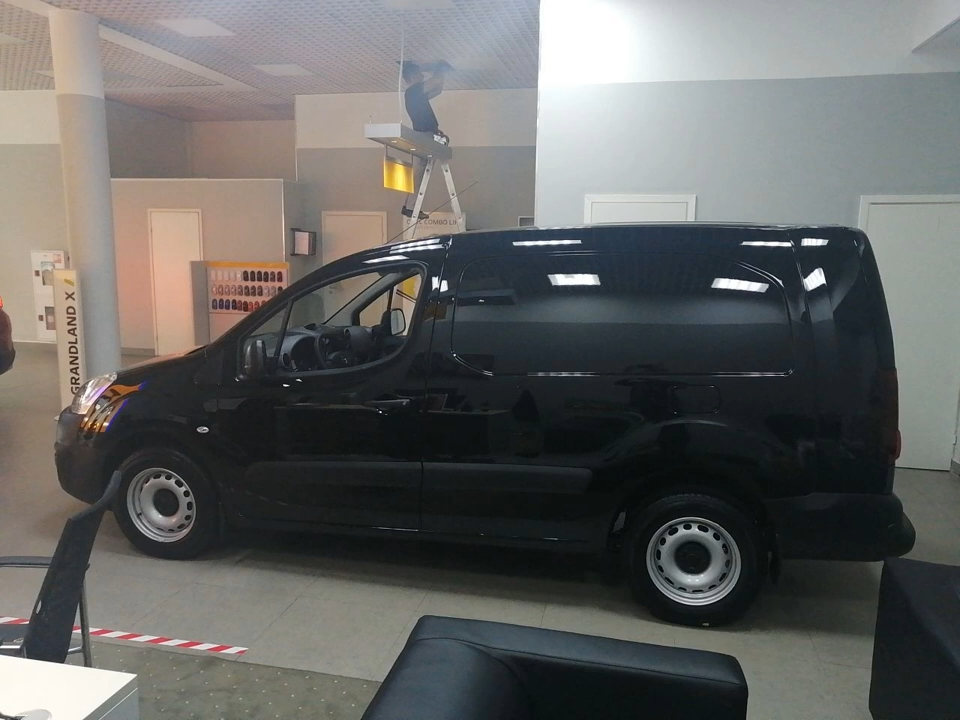
Opel Combo (2021–2022)

Nachdem Opel den Verkauf von Autos in Russland 2015 einstellte, kehrte die Marke 2019 dorthin zurück. Da für den russischen Markt noch die 2008 eingeführten Citroën Berlingo und Peugeot Partner in Kaluga gebaut wurden, entschloss sich das Opel-Management 2021, einen Combo auf dieser Basis ebenfalls in Kaluga zu produzieren. Wegen Sanktionen in Folge des Überfalls auf die Ukraine endete die Produktion im April 2022.